# Пролазница
Прола̀зница е село в Северозападна България, община Белоградчик, област Видин.

## География
Село Пролазница се намира в Западния Предбалкан, на 5 – 6 км югозападно от град Белоградчик и около 2 км южно от село Чифлик и Стакевска река. Разположено е в отворена на изток долина между две възвишения по източния склон на централната част на рида Ведерник. Надморската височина на площада в центъра на селото е около 462 м.
Връзката с общинския административен център Белоградчик се осъществява по общински път от селото до махалата (квартала) Извос на село Чифлик и оттам – по третокласния републикански път.
Населението на село Пролазница , наброяващо 420 души към 1934 г. и 418 – към 1946 г., намалява бързо до 56 към 1985 г. и по-бавно – до 12 към 2018 г.
Село Пролазница се намира в район на географското разпространение в Западна България на така наричания торлашки диалект.

## История
По недоказани сведения, село Пролазница възниква към края на 17 и началото на 18 век, а името си дължи на тесния път, който го е свързвал с Белоградчик. 
В селото е имало училище, открито през 1896 г. и читалище, основано през 1928 г. 

## Население
Преброяване на населението през 2011 г.
Численост и дял на етническите групи според преброяването на населението през 2011 г.:
|                     | Численост | Дял (в %) |
| Общо                | 13        | 100,00    |
| Българи             | 12        | 92,30     |
| Турци               | 0         | 0,00      |
| Цигани              | 0         | 0,00      |
| Други               | 0         | 0,00      |
| Не се самоопределят | 0         | 0,00      |
| Неотговорили        | 1         | 7,69      |